# 月曜日の男
『月曜日の男』（げつようびのおとこ）は、1961年7月17日から1964年7月27日までTBS系列局で放送されていたテレビドラマである。松竹テレビ室とTBSの共同製作。ロート製薬の一社提供。全159話。

## 概要
推理作家の持統院丈太郎、通称：JJが活躍するアクションドラマである。精悍なマスクのキザなJJは黒い帽子を阿弥陀に被り、口もとを少し歪めたニヒルな微笑みを浮かべてMGTDオープンに乗り、難事件を解決していく。主題歌は水原弘が歌っていた。
朝日放送製作の前番組『ダイラケ二等兵』からスポンサーを引き継いだことにより、本番組はTBS製作番組では初のロート製薬提供番組となった。
最高視聴率は、1963年8月12日放送分の40.9%（ビデオリサーチ調べ）。
- 本作品は生放送のドラマだったため[2]、保存されている映像や音声は1本も無い。
- 1963年初頭、使用する車両がMGからシボレー・コルベットに変更された。1963年2月15日放送分から「国道シリーズ」と称し、JJがコルベットを駆って国道1号を東京から出発し、途中の伊豆スカイライン・清水・浜松・名古屋で難事件を解決しながら大阪まで行くという新企画がスタートした。撮影は後続するベンツからなされ、演出はベンツに乗るプロデューサー飯島が携帯無線で待田に指示をだす、という手法であった[3]。

## 放送時間
いずれも日本標準時。「キー局番組編成変遷表」で判明。
- 月曜日 21:15 - 21:45（1961年7月17日 - 1961年9月25日）
- 月曜日 21:30 - 22:00（1961年10月2日 - 1964年7月27日）

## キャスト
- 持統院丈太郎：待田京介
- 服部哲治
- 沢たまき
- 水島道太郎
- 河村弘二
- 市川子団次
- 山内幸子
- 岩本紀子
- 矢代京子
- 南条秋子

- 深見泰三
- 野々村潔
- 近衛敏明
- 深見吉衛
- 佐原健二
- 長谷百合
- 城山順子
- 村松英子
- 岩本紀子※第15話「ながい白い道」でゲスト出演

## スタッフ
- 脚本：山田正弘、宮川一郎、藤川桂介、金城哲夫、窪田篤人、若槻文三、山浦弘靖、千束北夫[4]
- プロデューサー：飯島敏宏
- 演出：飯島敏宏、今野勉[5]
- 音楽：澤田駿吾
- 主題歌：水原弘「月曜日の男」（作詞：持統院丈太郎（飯島敏宏）[6] / 作曲：澤田駿吾/東芝レコード）
- 制作：松竹テレビ室、TBS

## 放送局
- 東京放送（現・TBSテレビ）
- 北海道放送
- 東北放送
- 中部日本放送（現・CBCテレビ）
- 朝日放送（現・朝日放送テレビ）
- 山陽放送（現・RSK山陽放送）
- ラジオ中国（現・中国放送）
- RKB毎日放送